# Diócesis de Diphu
La diócesis de Diphu (en latín: Dioecesis Diphuensis y en inglés: Roman Catholic Diocese of Diphu) es una circunscripción eclesiástica de la Iglesia católica en India. Se trata de una diócesis latina, sufragánea de la arquidiócesis de Guwahati. Desde el 26 de julio de 2013 su obispo es Paul Mattekatt.

## Territorio y organización
La diócesis tiene 15 222 km² y extiende su jurisdicción sobre los fieles católicos de rito latino residentes en el estado de Assam en los distritos de: Karbi Anglong y Dima Hasao.
La sede de la diócesis se encuentra en la ciudad de Diphu, en donde se halla la Catedral de Cristo Resucitado.
En 2021 en la diócesis existían 26 parroquias.

## Historia
La diócesis fue erigida el 5 de diciembre de 1983 con la bula Ut per aptam del papa Juan Pablo II, obteniendo el territorio de la arquidiócesis de Shillong-Gauhati (hoy dividida en arquidiócesis de Shillong y arquidiócesis de Guwahati) y de la diócesis de Silchar (hoy diócesis de Aizawl).
Originalmente sufragánea de la arquidiócesis de Shillong-Gauhati, pasó a formar parte de la provincia eclesiástica de Guwahati el 10 de julio de 1995.

## Estadísticas
Según el Anuario Pontificio 2022 la diócesis tenía a fines de 2021 un total de 68 442 fieles bautizados.
| Año                                                                             | Población            | Población | Población      | Sacerdotes | Sacerdotes    | Sacerdotes    | Bautizados por sacerdote | Diáconos permanentes | Religiosos | Religiosos | Parroquias |
| Año                                                                             | Bautizados católicos | Total     | % de católicos | Total      | Clero secular | Clero regular | Bautizados por sacerdote | Diáconos permanentes | Varones    | Mujeres    | Parroquias |
| ------------------------------------------------------------------------------- | -------------------- | --------- | -------------- | ---------- | ------------- | ------------- | ------------------------ | -------------------- | ---------- | ---------- | ---------- |
| 1990                                                                            | 27 500               | 717 800   | 3.8            | 21         | 10            | 11            | 1309                     |                      | 19         | 47         | 15         |
| 1999                                                                            | 41 506               | 806 796   | 5.1            | 28         | 13            | 15            | 1482                     |                      | 18         | 89         | 14         |
| 2000                                                                            | 42 506               | 1 475 964 | 2.9            | 35         | 17            | 18            | 1214                     |                      | 21         | 98         | 14         |
| 2001                                                                            | 42 715               | 1 543 096 | 2.8            | 36         | 17            | 19            | 1186                     |                      | 22         | 98         | 15         |
| 2002                                                                            | 43 760               | 148 523   | 29.5           | 35         | 17            | 18            | 1250                     |                      | 22         | 98         | 15         |
| 2003                                                                            | 42 719               | 147 586   | 28.9           | 40         | 21            | 19            | 1067                     |                      | 22         | 110        | 16         |
| 2004                                                                            | 43 218               | 1 049 236 | 4.1            | 38         | 20            | 18            | 1137                     |                      | 21         | 112        | 16         |
| 2006                                                                            | 44 800               | 1 090 150 | 4.1            | 44         | 23            | 21            | 1018                     |                      | 24         | 133        | 17         |
| 2013                                                                            | 58 059               | 1 194 000 | 4.9            | 54         | 26            | 28            | 1075                     |                      | 33         | 164        | 22         |
| 2016                                                                            | 59 774               | 1 242 000 | 4.8            | 65         | 28            | 37            | 919                      |                      | 41         | 166        | 25         |
| 2019                                                                            | 66 700               | 1 259 000 | 5.3            | 80         | 28            | 52            | 833                      |                      | 55         | 189        | 26         |
| 2021                                                                            | 68 442               | 1 288 340 | 5.3            | 90         | 30            | 60            | 760                      |                      | 69         | 191        | 26         |
| Fuente: Catholic-Hierarchy, que a su vez toma los datos del Anuario Pontificio. |                      |           |                |            |               |               |                          |                      |            |            |            |

## Episcopologio
- Mathai Kochuparampil, S.D.B. † (5 de diciembre de 1983-4 de marzo de 1992 falleció)
  - Sede vacante (1992-1994)
- John Thomas Kattrukudiyil (10 de junio de 1994-7 de diciembre de 2005 nombrado obispo de Itanagar)
- John Moolachira (14 de febrero de 2007-9 de abril de 2011 nombrado arzobispo coadjutor de Guwahati)
  - Sede vacante (2011-2013)
- Paul Mattekatt, desde el 26 de julio de 2013